# Poix
Poix ist eine kleine französische Gemeinde mit 71 Einwohnern (Stand 1. Januar 2022) im Département Marne in der Region Grand Est. Sie gehört zum Arrondissement Châlons-en-Champagne sowie zum Kanton Argonne Suippe et Vesle.

## Geographie
Die Gemeinde liegt rund 20 Kilometer östlich von Châlons-en-Champagne. Nachbargemeinden sind 
- Somme-Vesle im Norden,
- Moivre im Südosten,
- Coupéville im Süden,
- Marson im Südwesten und
- Courtisols im Westen.

An der nördlichen Gemeindegrenze verläuft die Départementsstraße D994, die eigentliche verkehrstechnische Versorgung des Gemeindehauptortes erfolgt aber über die D254.

## Bevölkerungsentwicklung
| Jahr      | 1962 | 1968 | 1975 | 1982 | 1990 | 1999 | 2006 | 2018 |
| Einwohner | 152  | 132  | 102  | 108  | 106  | 99   | 91   | 70   |

## Sehenswürdigkeiten
- Tombeau de Théodoric, Hügelgrab – Monument historique[1]